# Listes Wallon
Listes Wallon was een samenwerkingsverband tussen een aantal Waalse partijen:
- het Rassemblement Wallon,
- de Mouvement Citoyens Wallons,
- de Parti France en
- de Wallon-Socialisme Démocratique (oorspronkelijk de partijafdeling van de PSDI voor de Italiaanse immigranten in Wallonië, onder leiding van Salvatore Mannoni).

Al in 2004 bij de gewestelijke verkiezingen vormden de vier partijen een tijdelijk kartel. De coalitie werd gevormd op 29 januari 2006, ruim voor de gemeenteraadsverkiezingen van 8 oktober 2006. De coalitie kwam ook op bij de federale verkiezingen op 10 juni 2007.
De voornaamste communautaire strijdpunten betroffen een rechtstreeks gekozen minister-president, Waalse onafhankelijkheid en dientengevolge de opheffing van België en de gewesten en gemeenschappen. Rattachisme, het aansluiten bij Frankrijk, was een optie na de Waalse onafhankelijkheid; de coalitie verschilde hierin duidelijk van mening met het Rassemblement Wallonie-France, dat wel rechtstreeks streeft naar annexatie door Frankrijk.
De partij wilde solidariteit tussen alle Franssprekenden, in Frankrijk maar ook in Quebec, Zwitserland, Brussel, de Valle d'Aosta, Louisiana en de voormalige Franse en Belgische koloniën.
Na de parlementsverkiezingen van 2007 trok het Mouvement Citoyens Wallons zich terug, waarna het merendeel van de leden zich aansloot bij het Rassemblement Wallon. In 2008 verenigden het Rassemblement Wallon, de Parti France en het Wallon-Socialisme Démocratique zich tot Union Pour la Wallonie.
In februari 2011 werd Union Pour la Wallonie herdoopt tot Rassemblement Wallon.

## Voetnoten
1. ↑  Voorstanders onafhankelijk Wallonië komen op met 'Listes Wallon'
2. ↑  Listes Wallon